# Weiping Manzu Xiang
Weiping Manzu Xiang (kinesiska: 围屏满族乡, 围屏) är en socken i Kina. Den ligger i provinsen Liaoning, i den nordöstra delen av landet, omkring 290 kilometer sydväst om provinshuvudstaden Shenyang. Antalet invånare är 12163. Befolkningen består av 5 732 kvinnor och 6 431 män. Barn under 15 år utgör 17,0 %, vuxna 15-64 år 70 %, och äldre över 65 år 11,0 %.
Genomsnittlig årsnederbörd är 736 millimeter. Den regnigaste månaden är juli, med i genomsnitt 195 mm nederbörd, och den torraste är januari, med 4 mm nederbörd.